# 159. pr. Kr.
◄ | 3. stoljeće pr. Kr. | 2. stoljeće pr. Kr. | 1. stoljeće pr. Kr. | ►
◄ | 180-ih pr. Kr. | 170-ih pr. Kr. | 160-ih pr. Kr. | 150-ih pr. Kr. | 140-ih pr. Kr. | 130-ih pr. Kr. | 120-ih pr. Kr. | ►
◄◄ | ◄ | 162. pr. Kr. | 161. pr. Kr. | 160. pr. Kr. | 159 pr. Kr. | 158. pr. Kr. | 157. pr. Kr. | 156. pr. Kr. | ► | ►►
Astronomija

## Smrti
- Eumen II., kralj Pergama

## Vanjske poveznice
|  | Zajednički poslužitelj ima još gradiva o temi 159. pr. Kr. |